# Swantje
Swantje ist ein weiblicher Vorname.

## Varianten
Varianten sind Swaantje, Zwaantje, Zwantje, Svantje, Swantje und Swanje.

## Herkunft und Bedeutung
Swantje ist die aus dem Friesischen stammende Kurzform zu Vornamen mit Swan (Schwan) wie Schwanhild, ist aber auch ein eigenständiger Name mit der Bedeutung kleiner Schwan oder Tochter der Schwäne.
Einige Formen des Namens (besonders Swantje) werden abgeleitet von den Schwanenkämpfern, Walküren aus der germanischen Mythologie. Schwanenjungfrauen seien demnach Luftgeister in Schwanengestalt, die zum Baden in einsamen Gewässern ihr Federkleid abstreifen würden. Sie stehen für Unberührtheit, Reinheit und Eleganz.

## Namenstag
28. August

## Bekannte Namensträgerinnen
- Swantje Basan (* 1986), deutsche Volleyball- und Beachvolleyballspielerin
- Swantje Hartmann (* 1973), deutsche Politikerin (CDU)
- Swantje Henke (* 1971), deutsche Schauspielerin
- Swantje Köbsell (* 1958), deutsche Wissenschaftlerin und Aktivistin der deutschsprachigen Behindertenbewegung
- Gro Swantje Kohlhof (* 1994), deutsche Schauspielerin
- Swantje Lampert (* 1973), österreichische Jazzmusikerin
- Swantje Lichtenstein (* 1970), deutsche Schriftstellerin
- Swantje Michaelsen (* 1979), deutsche Politikerin (Grüne)
- Swantje Scharenberg (* 1965), deutsche Sporthistorikerin
- Swantje Schendel (* 1988), deutsche Politikerin (Bündnis 90/Die Grünen)
- Swantje Volkmann (* 1967), deutsche Kulturwissenschaftlerin
- Svantje Wascher (* 1972), deutsche Schauspielerin, Moderatorin und Synchronsprecherin

Außerdem ist
- Swaantje eine Figur aus Hermann Löns’ Roman Das zweite Gesicht und
- Swaantje Swantenius ein Pseudonym von Hanna Fueß.